# Master of the World
Master of the World, conocida como El dueño del mundo en América y como El amo del mundo en España, es una película estadounidense estrenada en 1961, del género de ciencia ficción con guion de Richard Matheson y dirigida por William Witney. Basada en las novelas Robur el conquistador y su secuela Dueño del mundo de Julio Verne, la protagonizan Vincent Price, Charles Bronson y Henry Hull.
La cinta narra la historia del ingeniero Robur, quien pretende demostrar la supremacía de las aeronaves 'más pesadas que el aire'. Para ello secuestra y lleva a bordo de su nave al presidente y al secretario del Weldon Institute de Filadelfia.

## Argumento
El ingeniero Robur (Vincent Price) derriba el globo aerostático en el que viajan Prudent (Henry Hull), su hija Dorothy (Mary Webster), Evans (David Frankham), prometido de Dorothy, y Strock (Charles Bronson), agente del gobierno estadounidense, que iban a explorar un cráter volcánico y los lleva a bordo de su aeronave.
Robur ha estado recorriendo el mundo en su aeronave, el 'Albatros', con el objetivo obsesivo de imponer la paz en el mundo gracias a sus superiores capacidades militares. Le acompañan un equipo leal e igualmente fanático de ideas afines. Los cautivos ansiosos por escapar, aprenden cómo funciona la aeronave y sus avances técnicos. Robur procede a destruir los medios de hacer la guerra de varias naciones, pero un conflicto en el desierto hiere a Robur y daña al 'Albatros'. 
El barco ancla en una isla para su reparación, situación que los cautivos aprovechan para darse a la fuga. La aeronave explota y Robur ordena a su tripulación que la abandone, pero eligen ignorar su orden final y se reúnen con él en sus aposentos. Finalmente la nave se estrella contra el océano, mientras los cautivos observan el hecho desde lejos.

## Reparto
- Vincent Price como Robur: excéntrico ingeniero que pretende hacerle la guerra a la guerra usando el 'Albatros' para destruir los ejércitos de las naciones.
- Charles Bronson como John Strock.
- Henry Hull como Prudent.
- Mary Webster como Dorothy Prudent.
- David Frankham como Philip Evans.
- Richard Harrison como Alistair, timonel del 'Albatros'.
- Vito Scotti como Topage, chef del 'Albatros'.
- Wally Campo como Turner, primer oficial del 'Albatros'.
- Ken Terrell como Shanks, tripulante del 'Albatros'.

## Producción
Aunque el guion parece combinar elementos de las novelas Robur el conquistador y su secuela Dueño del mundo de Julio Verne, la cinta parece más una versión aérea de la película Veinte mil leguas de viaje submarino de Disney con mucho menos presupuesto.
La película fue un intento de American International Pictures de crear una aventura épica prestigiosa que copiara el éxito de La vuelta al mundo en ochenta días. Si bien contaba con un elenco más numeroso y más trabajo en locaciones (era la película de mayor presupuesto del estudio hasta la fecha), todavía utilizaba imágenes de archivo. El equipo de efectos especiales incluía a Wah Chang y Gene Warren.
El estudio anunció originalmente que el coprotagonista de Price sería Mark Damon, su coprotagonista en la cinta La caída de la casa Usher. Poco después, Damon fue reemplazado por David Frankham. Master of the World fue la primera incursión de Charles Bronson como el heroico protagonista romántico en una película; ya que por lo general, había desempeñado papeles secundarios en televisión o en películas, a menudo como villano.

## Recepción
Matt Brunson para Film Frenzy le da tres estrellas a la cinta y comenta: «(Es) una historia entretenida que a menudo se siente como una versión 'B' de la adaptación de Disney de Veinte mil leguas de viaje submarino de Verne...Master of the World no es un éxito rotundo, pero resulta perfecta para pasar la tarde del sábado en el sofá, y es agradable ver a Bronson en un atípico papel de héroe dispuesto a saltarse las normas de civismo para acabar con su objetivo».
El crítico Dennis Schwartz le da una calificación de B- diciendo: «entretenida pero ridícula película de ciencia ficción de bajo presupuesto ambientada en el siglo XIX». «Las interpretaciones son desiguales, con Price interpretando a un megalómano, Bronson en un papel bastante decente y menos rígido de lo habitual, mientras que el reparto secundario ofrece poco apoyo con interpretaciones estridentes. Aunque desigual, la película tiene muchas cosas buenas que justifican una recomendación prudente».